# 園部村 (茨城県)
園部村（そのべむら）は茨城県新治郡にかつて存在した村である。

## 地理
- 現在の石岡市の北東部、旧八郷町の東部に位置する。
- 村の東部は平坦な土地が多く、西部は八溝山地の筑波山塊に位置し、山がちな地形が多い。
- 村内には園部川が流れる。

## 歴史
村名は村内を流れる園部川に由来する。

### 村域の変遷
- 1889年（明治22年）4月1日 - 町村制施行により、成井村・山崎村・真家村・宮ヶ崎村・柴間村が合併し発足。
- 1955年（昭和30年）1月1日 - 柿岡町・小幡村・葦穂村・恋瀬村・瓦会村・林村・小桜村と合併し八郷町が発足。同日園部村廃止。

変遷表
| 1868年 以前 | 1868年 以前 | 明治22年 4月1日 | 昭和30年 1月1日 | 平成17年 10月1日 | 現在   |
| ----------- | ----------- | --------------- | --------------- | ---------------- | ------ |
|             | 成井村      | 園部村          | 八郷町          | 石岡市           | 石岡市 |
|             | 山崎村      | 園部村          | 八郷町          | 石岡市           | 石岡市 |
|             | 真家村      | 園部村          | 八郷町          | 石岡市           | 石岡市 |
|             | 宮ヶ崎村    | 園部村          | 八郷町          | 石岡市           | 石岡市 |
|             | 柴間村      | 園部村          | 八郷町          | 石岡市           | 石岡市 |

## 大字
- 成井（なるい）
- 山崎（やまざき）
- 真家（まいえ）
- 宮ヶ崎（みやがさき）
- 柴間（しばま）

## 人口・世帯

### 人口
総数 [単位： 人]
| 1891年（明治24年） | 2,244 |
| 1920年（大正 9年） | 3,118 |
| 1935年（昭和10年） | 3,427 |
| 1950年（昭和25年） | 4,652 |

### 世帯
総数 [単位： 世帯]
| 1920年（大正 9年） | 613 |
| 1935年（昭和10年） | 631 |
| 1950年（昭和25年） | 802 |